# Amadeo, Cavite
The Municipality of Amadeo (Tiếng Filipino: Bayan ng Amadeo) là một đô thị cấp 4 ở tỉnh of Cavite, Philippines. Đô thị này có tên hiệu là "thủ đô cà phê của Philippines". Theo điều tra dân số năm 2007, đô thị này có dân số 31.705 người.
Amadeo có Pahimis Festival, được tổ chức vào cuối tuần cuối cùng của tháng 2 trình diễn ngành cà phê của đô thị này.

## Các đơn vị dân cư
Amadeo được chia thành 26 barangays (12 urban, 14 rural).
| - Banaybanay - Bucal - Dagatan - Halang - Loma - Maitim I - Maymangga - Minantok Kanluran - Pangil - Barangay I (Pob.) - Barangay X (Pob.) - Barangay XI (Pob.) - Barangay XII (Pob.) | - Barangay II (Pob.) - Barangay III (Pob.) - Barangay IV (Pob.) - Barangay V (Pob.) - Barangay VI (Pob.) - Barangay VII (Pob.) - Barangay VIII (Pob.) - Barangay IX (Pob.) - Salaban - Talon - Tamacan - Buho - Minantok Silangan |